# 22 mai en sport
22 avril 22 juin
Chronologies thématiques
- Croisades
- Ferroviaires
- Disney

Le 22 mai (142e jour de l'année ou 143e en cas d'année bissextile) en sport.

## Événements

### XIXesiècle
- 1823 :
  - (Joutes nautiques) : tournoi de joutes nautiques à Sète à l’occasion de la visite de la Duchesse d’Angoulême.

### XXesièclede1901à1950
- 1932 :
  - (Sport automobile) : Avusrennen.
- 1943 :
  - (Football) : l'Olympique de Marseille remporte la Coupe de France en s'imposant 4-0 face aux Girondins ASP.

### XXesièclede1951à2000
- 1954 :
  - (Athlétisme) : Aleksandra Chudina porte le record du monde féminin du saut en hauteur à 1,73 mètre.
- 1955 :
  - (Formule 1) : au volant de sa Ferrari 625, Maurice Trintignant remporte le Grand prix de Monaco devant Eugenio Castellotti (2e) et Jean Behra (3e), et devient le premier pilote français de l'histoire de la Formule 1 à gagner un Grand Prix de Formule 1.
- 1961 :
  - (Formule 1) : Grand Prix automobile des Pays-Bas.
- 1966 :
  - (Formule 1) : Grand Prix automobile de Monaco.
- 1977 :
  - (Formule 1) : Grand Prix automobile de Monaco.
- 1983 :
  - (Formule 1) : Grand Prix automobile de Belgique.

### XXIesiècle
- 2005 :
  - (Basket-ball) : pour le premier match de la finale de la Conférence Ouest du championnat NBA, les San Antonio Spurs de Tony Parker vont s'imposer dans la salle des Phoenix Suns sur le score de 121-114.
  - (Formule 1) : Grand Prix automobile de Monaco.
- 2010 :
  - (Football) : l'Inter Milan remporte la Ligue des champions au stade Santiago Bernabéu à Madrid en s'imposant contre le Bayern Munich 2-0.
  - (Rugby à XV) : le Stade toulousain remporte la Coupe d'Europe de rugby à XV face au Biarritz olympique 21-19
- 2011 :
  - (Formule 1) : Grand Prix d'Espagne.
- 2015 :
  - (Cyclisme sur route /Tour d'Italie) : l'Italien Sacha Modolo remporte au sprint la 13e étape du Tour d'Italie. Fabio Aru dépossède du maillot rose l'Espagnol Alberto Contador, qui a été piégé par une chute d'une partie du peloton survenue à l'approche des 3 derniers kilomètres.
  - (Football) :
    - (Équipe de France des -17 ans /Championnat d'Europe) : l'Équipe de France des moins de 17 ans est sacrée Championne d'Europe en Bulgarie après une victoire 4-1 en finale contre l'Allemagne.
    - (Ligue 2) : Angers est officiellement en Ligue 1 grâce à une victoire contre Nîmes (3-0). En bas du classement, Orléans, malgré une victoire (1-0) contre Sochaux, reste 18e et descend en National avec Arles-Avignon et Châteauroux.
- 2016 :
  - (Badminton /Thomas Cup et Uber Cup) : le Danemark est champion du monde par équipes en battant l'Indonésie (3-2) chez les hommes et la Chine en battant la Corée du sud (3-1) chez les femmes.
  - (Cyclisme sur route /Tour d'Italie) : sur la 15e étape du Tour d'Italie 2016, victoire du Russe Alexander Foliforov et le Néerlandais Steven Kruijswijk conserve le maillot rose.
  - (Hockey sur glace /Championnat du monde) : le Canada conserve son titre de champion du monde en s'imposant contre la Finlande (2-0).
  - (Natation sportive /Championnats d'Europe) : aux Championnats d'Europe de natation, chez les femmes, victoire de la Néerlandaise Ranomi Kromowidjojo sur 50m nage libre, de la Suédoise Jennie Johansson sur le 50m brasse, de l'Allemande Franziska Hentke sur le 200m papillon, de la Hongroise Boglárka Kapás sur 400m nage libre et des Britanniques Kathleen Dawson, Chloe Tutton, Siobhan-Marie O'Connor et Francesca Halsall sur le relais 4×100m quatre nages. Chez les hommes, victoire du Français Florent Manaudou sur 50m nage libre, de l'Italien Gabriele Detti sur 400m nage libre et des Britanniques Chris Walker-Hebborn, Adam Peaty, James Guy et Duncan Scott sur le relais 4×100m quatre nages.
  - (Tennis / Roland-Garros) : début de la 115e édition du tournoi de Roland Garros qui se déroule à Paris jusqu'au 5 juin 2016.
- 2017 :
  - (Surf /Mondiaux) : la Française Pauline Ado est devenue championne du monde de surf 2017 à Biarritz, elle devance sa compatriote Johanne Defay[1].
- 2021 :
  - (Basket-ball /Playoffs NBA) : début des Playoffs NBA qui se terminera en Juillet 2021[2].
  - (Cyclisme sur route /Tour d'Italie) : sur la 14e étape du Tour d'Italie qui se déroule entre Cittadella et le Monte Zoncolan, sur une distance de 204 km, victoire de l'Italien Lorenzo Fortunato après une échappée. Le Colombien Egan Bernal conserve le maillot rose et augmente son avance.
  - (Natation sportive /Championnats d'Europe) : sur la 11e journée des championnats d'Europe de natation, chez les hommes, sur le 800m nage libre, victoire de l'Ukrainien Mykhailo Romanchuk, sur 50m brasse, victoire du Britannique Adam Peaty et sur le 200m dos, victoire du Evgeny Rylov. En mixte sur le relais 4×100m nage libre, victoire des Britanniques Duncan Scott, Thomas Dean, Anna Hopkin et Freya Anderson. Chez les femmes sur le 100m nage libre, victoire de la Néerlandaise Femke Heemskerk et sur le 200m 4 nages, victoire de l'Israélienne Anastasia Gorbenko.
  - (Rugby à XV /Coupe d'Europe) : sur la 26e édition de la Coupe d'Europe de rugby à XV dont la finale se déroule au Stade de Twickenham en Angleterre et qui oppose deux clubs français : le Stade rochelais au Stade toulousain, c'est le Stade toulousain qui l'emporte devant 10 000 spectateurs[3], 22 à 17.
- 2022 :
  - (Football / Premier League) : Manchester City remporte pour la huitième fois le titre de champion d'Angleterre à la suite de sa victoire 3 buts à 2 contre Aston Villa. Les Skyblues devancent Liverpool d'un point tandis que Burnley est relégué en Championship au même titre que Watford et Norwich City.
  - (Tennis / Roland-Garros) : début de la 121e édition des internationaux de France de tennis.

## Naissances

### XIXesiècle
- 1879 : 
  - Warwick Armstrong, joueur de cricket australien. (50 sélections en test cricket). († 13 juillet 1947).
- 1880 : 
  - Teddy Morgan, joueur de rugby à XV gallois. Vainqueur des tournois britanniques de rugby à XV 1902, 1905 et 1906. (16 sélections en équipe nationale). († 1er septembre 1949).
- 1885 : 
  - Maurice Bardonneau, cycliste sur route français. Champion du monde de cyclisme sur piste du demi-fond amateur 1906. († 3 juillet 1958).
- 1887 : 
  - Arthur Cravan, boxeur puis poète et écrivain suisse. († ? 1918).

### XXesièclede1901à1950
- 1909 :
  - Lucien Cognet, joueur international français de rugby à XV (5 sélections en équipe nationale). († 14 mars 1960).
- 1928 : 
  - André Wicky, pilote de courses automobile suisse. († 14 mai 2016).
- 1929 : 
  - Sergio Mantovani, pilote de courses automobile italien. († 23 février 2001).
- 1931 : 
  - Francis Méano, footballeur français. (2 sélections en équipe de France). († 26 juin 1953).
- 1933 : 
  - Ray Straw, footballeur anglais. († 13 mai 2001).
- 1935 : 
  - Ron Piché, joueur de baseball canadien. († 3 février 2011).
- 1939 : 
  - Larry Siegfried, basketteur américain. († 14 octobre 2010).
- 1943 : 
  - Jean-Louis Heinrich, footballeur français. († 15 septembre 2012).
  - Tommy John, joueur de baseball américain.
- 1946 : 
  - George Best, footballeur nord-irlandais. Vainqueur de la Coupe des clubs champions 1968. (37 sélections en équipe nationale). († 25 novembre 2005).
- 1948 : 
  - Florea Dumitrache, footballeur roumain. (31 sélections en équipe nationale). († 26 avril 2007).
- 1949 : 
  - Raymond Martin, cycliste sur route français.

### XXesièclede1951à2000
- 1959 :
  - Kenneth Brylle Larsen, footballeur puis entraîneur danois. Vainqueur de la Coupe UEFA 1983. (16 sélections en équipe nationale).
- 1967 :
  - Christophe Gagliano, judoka français, médaillé olympique en 1996.
  - Gundars Vētra, basketteur puis entraîneur letton.
- 1968 :
  - Randy Brown, basketteur américain.
  - Martin Hřídel, footballeur puis entraîneur tchécoslovaque et ensuite tchèque.
- 1970 :
  - Pedro Diniz, pilote de F1 brésilien.
  - Guillaume Warmuz, footballeur français.
- 1972 :
  - Olivier Guillon, cavalier de sauts d'obstacles français.
- 1973 :
  - Yannick Bru, joueur de rugby puis entraîneur français. Vainqueur des Grands Chelems 2002 et 2004, des Coupes d'Europe de rugby à XV 2003, 2005 et 2010. (18 sélections en équipe de France).
  - Pascal Touron, rameur français. Médaillé de bronze du deux de couple poids léger aux Jeux de Sydney 2000 puis médaillé d'argent deux de couple poids léger aux Jeux d'Athènes 2004. Champion du monde d'aviron du huit poids léger 2001.
- 1975 :
  - Sandra Kociniewski,volleyeuse française. (100 sélections en équipe de France).
  - Janne Niinimaa, hockeyeur sur glace finlandais. Médaillé de bronze aux Jeux de Nagano 1998. Champion du monde de hockey sur glace 1995.
- 1977 :
  - Jean-Christophe Péraud, cycliste sur route français. Médaillé d'argent du VTT aux Jeux de Pékin 2008. Champion du monde de cross-country par équipes 2008
- 1978 :
  - Alejandro Patronelli, pilote de quad et rallye-raid argentin. Vainqueur des Rallye Dakar 2011 et 2012.
- 1980 :
  - Kóstas Stivachtís, volleyeur grec. (57 sélections en équipe nationale).
  - Angela Whyte, athlète de haies canadienne.
- 1981 :
  - Grégoire Detrez, handballeur français. Champion d'Europe de handball masculin 2010. (55 sélections en équipe de France).
  - Laurent Mangel, cycliste sur route français.
  - Jürgen Melzer, joueur de tennis autrichien.
- 1982 :
  - Apolo Anton Ohno, patineur de vitesse américain. Champion olympique du 1 500 m et médaillé d'argent du 1 000 m aux Jeux de Salt Lake City 2002, champion olympique du 500 m et médaillé de bronze du 1 000 m ainsi que du relais 5 000 m aux Jeux de Turin 2006 puis médaillé d'argent du 1 500 m et de bronze du 1 000 m ainsi que du relais 5 000 m aux Jeux de Vancouver 2010. Champion du monde de patinage de vitesse sur piste courte du 3 000 m 2001, champion du monde de patinage de vitesse sur piste courte du 1 000 et 3 000 m 2005, champion du monde de patinage de vitesse sur piste courte du 1 500 m 2007, champion du monde de patinage de vitesse sur piste courte du 500 m et toutes épreuves 2008 puis champion du monde de patinage de vitesse sur piste courte du relais 5 000 m 2009.
- 1983 :
  - Mickaël Gelabale, basketteur français. Médaillé de bronze au Mondial de basket-ball 2014.Champion d'Europe de basket-ball 2013, médaillé d'argent au CE de basket-ball 2011 puis de bronze au CE de basket-ball 2005 et 2015. Vainqueur de l'EuroCoupe 2012. (147 sélections en équipe de France).
  - Candide Thovex, skieur de freestyle français.
- 1984 :
  - Bismarck du Plessis, joueur de rugby sud-africain. Champion du monde de rugby à XV 2007. Vainqueur du Tri-nations 2009 et Challenge européen 2016. (79 sélections en équipe nationale).
- 1985 :
  - Tranquillo Barnetta, footballeur suisse. (75 sélections en équipe nationale).
  - Rick VandenHurk, joueur de baseball néerlandais.
  - Krisztián Wittmann, basketteur hongrois.
- 1986 :
  - Julian Edelman, joueur de foot U.S. américain.
  - Ksenija Ivanović, volleyeuse monténégrine. (24 sélections en équipe nationale).
- 1987 :
  - Mikhaïl Alechine, pilote de course automobile d'endurance russe.
  - Novak Djokovic, joueur de tennis serbe. Médaillé de bronze en simple aux Jeux de Pékin 2008. Vainqueur des Open d'Australie 2008, 2011, 2012, 2013, 2015 et 2016, du Tournoi de Roland Garros 2016, des tournois de Wimbledon 2011, 2014 et 2015, de l'US Open 2011 et 2015, des Masters 2008, 2012, 2013, 2014 et 2015 puis de la Coupe Davis 2010.
  - Vladimir Granat, footballeur russe. (9 sélections en équipe nationale).
  - Rômulo, footballeur italo-brésilien.
  - Zita Szucsánszki, handballeuse hongroise. Victorieuse de la Coupe EHF 2006 et des Coupe d'Europe des vainqueurs de coupe 2011 et 2012. (132 sélections en équipe nationale).
  - Arturo Vidal, footballeur chilien. Vainqueur des Copa América 2015 et 2016. (87 sélections en équipe nationale).
- 1988 :
  - Henry Chavancy, joueur de rugby français. (1 sélection en équipe de France).
  - Ilaria Mauro, footballeuse italienne. (48 sélections en équipe nationale).
- 1989 :
  - Louis Smith, gymnaste britannique. Médaillé de bronze du cheval d'arçon aux Jeux de Pékin 2008, médaillé d'argent du cheval d'arçon et de bronze du concours général par équipes aux Jeux de Londres 2012 puis médaillé d'argent du cheval d'arçon aux Jeux de Rio 2016. Champion d'Europe de gymnastique artistique masculine du concours par équipe 2012 puis champion d'Europe de gymnastique artistique du cheval d'arçon 2015.
- 1990 :
  - Malcolm Lee, basketteur américain.
  - Danick Snelder, handballeuse néerlandaise. (150 sélections en équipe nationale).
- 1991 :
  - Gjermund Åsen, footballeur norvégien.
  - Jared Cunningham, basketteur américain.
  - Kentin Mahé, handballeur français. Médaillé d'argent aux Jeux de Rio 2016 puis champion olympique aux Jeux de Tokyo 2020. Champion du monde de handball 2015 et 2017 puis médaillé de bronze en 2019. Médaillé de bronze à l'Euro 2018. (135 sélections en équipe de France).
  - Odise Roshi, footballeur albanais. (57 sélections en équipe nationale).
- 1992 :
  - Tiffany Bias, basketteuse américaine.
  - D. J. Newbill, basketteur américain.
- 1993 :
  - Charles Jackson, basketteur américain.
- 1994 :
  - Antoine Brizard, volleyeur français. Champion olympique aux Jeux de Tokyo 2020. Vainqueur de la Coupe de la CEV masculine 2014. (97 sélections en équipe de France).
  - Jérôme Gilloux, cycliste de VVT français. Champion du monde de VTT du cross-country à assistance électrique 2021.
- 1995 :
  - Dylan Bahamboula, footballeur franco-congolais.
- 1996 :
  - Andrés Cubas, footballeur argentino-paraguayen. (3 sélections avec l'équipe du Paraguay).
- 1997 :
  - Lauri Markkanen, basketteur finlandais. (7 sélections en équipe nationale).
- 1998 :
  - Dženis Burnić, footballeur bosnio-allemand.
- 1999 :
  - Simon Graves, footballeur danois.
  - Antoine Zeghdar, joueur de rugby à XV et à sept français. Champion olympique aux Jeux de Paris 2024. Champion du monde junior de rugby à XV 2019. (28 sélections avec l'équipe de France masculine de rugby à sept).
- 2000 :
  - Marine Boyer, gymnaste artistique française. Médaillée d'argent à la poutre et de bronze du concours général par équipes aux CE de gymnastique artistique féminine 2016.

### XXIesiècle
- 2003 :
  - Melker Ellborg, footballeur suédois.
  - Karim Sow, footballeur suisse.
- 2004 :
  - Bojan Kovačević, footballeur serbe.
- 2006 :
  - Ignacio Vásquez, footballeur chilien.

## Décès

### XXesièclede1901à1950
- 1925 :
  - Willie Park, Jr., 61 ans, golfeur écossais. Vainqueur des Open britannique 1887 et 1889. (° 4 février 1864).
- 1953 :
  - Arthur Bernier, 66 ans, hockeyeur sur glace canadien. (° 16 juillet 1886).

### XXesièclede1951à2000
- 1975 : 
  - Lefty Grove, 75 ans, joueur de baseball américain. (° 6 mars 1900).
- 1982 :
  - Louis Balsan, 70 ans, bobeur puis homme d'affaires et résistant français. (° 22 octobre 1911).
- 1990 : 
  - Rocky Graziano, 71 ans, boxeur américain. Champion du monde poids moyens de 1947 à 1948. (° 1er janvier 1919).
- 1991 : 
  - Stan Mortensen, 69 ans, footballeur puis entraîneur anglais. (25 sélections en équipe nationale). (° 26 mai 1921).

### XXIesiècle
- 2004 : 
  - Mikhail Voronin, 59 ans, gymnaste soviétique puis russe. Champion olympique du saut de cheval et de la barre fixe, médaillé d'argent du concours général individuel et par équipe, des anneaux et des barres parallèles puis médaillé de bronze du cheval d'arçon aux Jeux de Mexico 1968, médaillé d'argent du concours général par équipes et des anneaux aux Jeux de Munich 1972. Champion du monde de gymnastique artistique du concours général et des anneaux 1966. Champion d'Europe de gymnastique artistique du concours général individuel, du cheval d'arçon, des anneaux et des barres parallèles 1967, champion d'Europe de gymnastique artistique du concours général individuel, des anneaux et des barres parallèles 1969 puis champion d'Europe de gymnastique artistique des anneaux 1971. (° 26 mars 1945).
- 2007 : 
  - Joseph Planckaert, 73 ans, cycliste sur route belge. Vainqueur des Quatre Jours de Dunkerque 1957, 1960 et 1963, Paris-Nice 1962 du Tour de Luxembourg 1962, de Liège-Bastogne-Liège 1962. (° 4 mai 1934).
- 2011 : 
  - Jan Derksen, 92 ans, cycliste sur piste néerlandais. Champion du monde de cyclisme sur piste de la vitesse amateur 1939, Champion du monde de cyclisme sur piste de la vitesse sur piste 1946 et 1957. (° 23 janvier 1919).
- 2017 :
  - Nicky Hayden, 35 ans, pilote de moto et de superbike américain. Champion du monde de vitesse moto GP 2006. (4 victoires en Grand prix). (° 30 juillet 1981).
- 2018 :
  - Daniela Samulski, nageuse allemande (° 31 mai 1984).